# Provinz Fulda
Die Provinz Fulda (1848–52 Bezirk Fulda) war ein Verwaltungsbezirk der mittleren Ebene des Kurfürstentums Hessen und bestand von 1821 bis zur Abschaffung infolge der Annexion Kurhessens durch Preußen 1868.

## Geschichte
Im Zuge der Verwaltungsreform des Kurfürstentums Hessen von 1821, nach dem Regierungsantritt von Kurfürst, Wilhelm II., wurde die Verwaltung des Landes durch ein Organisations-Edikt neu gegliedert. Damit wurde die aus dem 18. Jahrhundert übernommene Verwaltungsstruktur Kurhessens abgelöst. Das Land wurde in vier Provinzen und 22 Kreise eingeteilt. Eine dieser mit Verordnung vom 30. August 1821 entstanden Provinzen war die Provinz Fulda.
Am 31. Oktober 1848 wurden in Folge der Märzrevolution die kurhessischen Provinzen und Kreise abgeschafft. An ihre Stelle traten neun Bezirke sowie 21 Verwaltungsämter. Die Provinz Fulda wurde in einen „Bezirk Fulda“ umgewandelt, der aber dieselben Kreise (jetzt: „Verwaltungsämter“ genannt) umfasste, wie vorher die Provinz. Zum 15. September 1851 wurde dies im Rahmen der Reaktion des nun regierenden Kurfürsten Friedrich Wilhelm wieder rückgängig gemacht und die Verwaltungsgliederung von 1821 wieder hergestellt.
Im Deutschen Krieg 1866 wurde das Kurfürstentum durch Preußen besetzt und schließlich annektiert. Für die annektierten Gebiete bedeutete das, dass sie 1868 eine Verwaltung nach preußischem Muster erhielten. Während Landkreise eine der preußischen Verwaltung kompatible Einheit darstellten und deshalb auch unverändert übernommen wurden, galt das für die kurhessischen Provinzen nicht. Diese wurden ersatzlos aufgehoben, die ehemals kurhessischen Landkreise unmittelbar dem Regierungsbezirk Kassel unterstellt.

## Gebiet und Gliederung
Das Gebiet der Provinz umfasste
- das Großherzogtum Fulda ohne das Amt Salmünster
- das Fürstentum Hersfeld
- die Grafschaft Schmalkalden und
- das Amt Friedewald

Die Provinz hatte 1821 eine Fläche von 41 Quadratmeilen, verfügte über 5 Städte, 7 Marktflecken, 285 Dörfer, 15.438 Häuser und 112.748 Einwohner.

## Gliederung
Provinzhauptstadt war Fulda. Die Provinz war in vier Kreise eingeteilt:
- Kreis Fulda
- Kreis Hünfeld
- Kreis Hersfeld
- Kreis Schmalkalden

## Regierungspräsidenten
Die Verwaltungsspitze der Provinz war die Provinzregierung, an deren Spitze der Regierungspräsident stand:
- 1816/1821–1823: Wilhelm August von Meyerfeld
- 1823: Georg Ferdinand von Lepel
- 1823–1832: Karl Emil Philipp von Hanstein
- 1832–1840: Carl Michael Eggena
- 1841–1846: Hermann Arnold
- 1846: Philipp Friedrich Karl Lotz
- 1846–1847: Karl Emil Heinrich Freiherr von Dörnberg
- 1848: Otto Heinrich Julius Leopold Volmar

Nach der Wiederherstellung der Provinz Fulda, trug der Leiter der Verwaltung den Titel „Vorstand der erneuerten Regierung der Provinz Fulda“:
- (1851–1852): Justus Rang
- 1852–1856: Theodor von Heppe
- 1856–1865: Heinrich Wachs
- 1865: August Emil Wegner
- 1865–1866: Heinrich Wachs
- (1866–1867): Jakob Wilhelm Adrian von Specht